# CedarX
Le CedarX est un processeur de signal numérique (DSP), dont la fonction de processeur vidéo (ou VPU) est mise en avant, mais également capable de traitement audio, conçu par la société AllWinner Technology et utilisé dans les SoC conçu par cette société, tels que la série des AllWinner A1X, le AllWinner A20 et le AllWinner A31.
Il est un des premiers processeurs vidéos à pouvoir décoder du quad HD (2160P), il peut le faire avec une consommation très basse.
Le 30 août 2013, un pilote libre expérimental, plus tard appelé Cedrus, fonctionne pour l'accélération, via mplayer et le protocole VDPAU, des codecs H.264, MPEG-1 et MPEG-2.